# Aradi József
Aradi József (Arad, 1943. április 18. –) magyar költő, szociográfus, szerkesztő.

## Életútja
A Babeș–Bolyai Tudományegyetem filológiai karán magyar szakot végzett, tanár, majd újságíró a temesvári Szabad Szónál. A Vitorla-ének c. antológia (1967) mutatta be verseit; főleg szociográfiai-tudományos publicisztikát művelt. 1968 márciusától az Ifjúmunkás, 1972 májusától a Korunknál volt szerkesztő. Fábián Gáborról, a 19. századi Tocqueville-fordítóról írt egyetemi szakdolgozata az irodalmi vidékiség törvényszerűségeit kutatta. A Korunkon kívül publikált az Echinoxban és az Igazság ifjúsági Fellegvár-oldalán, s a TETT munkatársa volt. Szociográfiai kísérletében (Sors és sorsforduló Mérában, Korunk 1967/11) népi önéletírásokkal világított rá „az átmenetiség kelet-európai történelmére”.